# Хек, Людвиг
Людвиг Хек (нем. Ludwig Heck; 11 августа 1860, Дармштадт — 7 июля 1951, Мюнхен ФРГ) — немецкий зоолог, биолог, директор Берлинского зоопарка.

## Биография

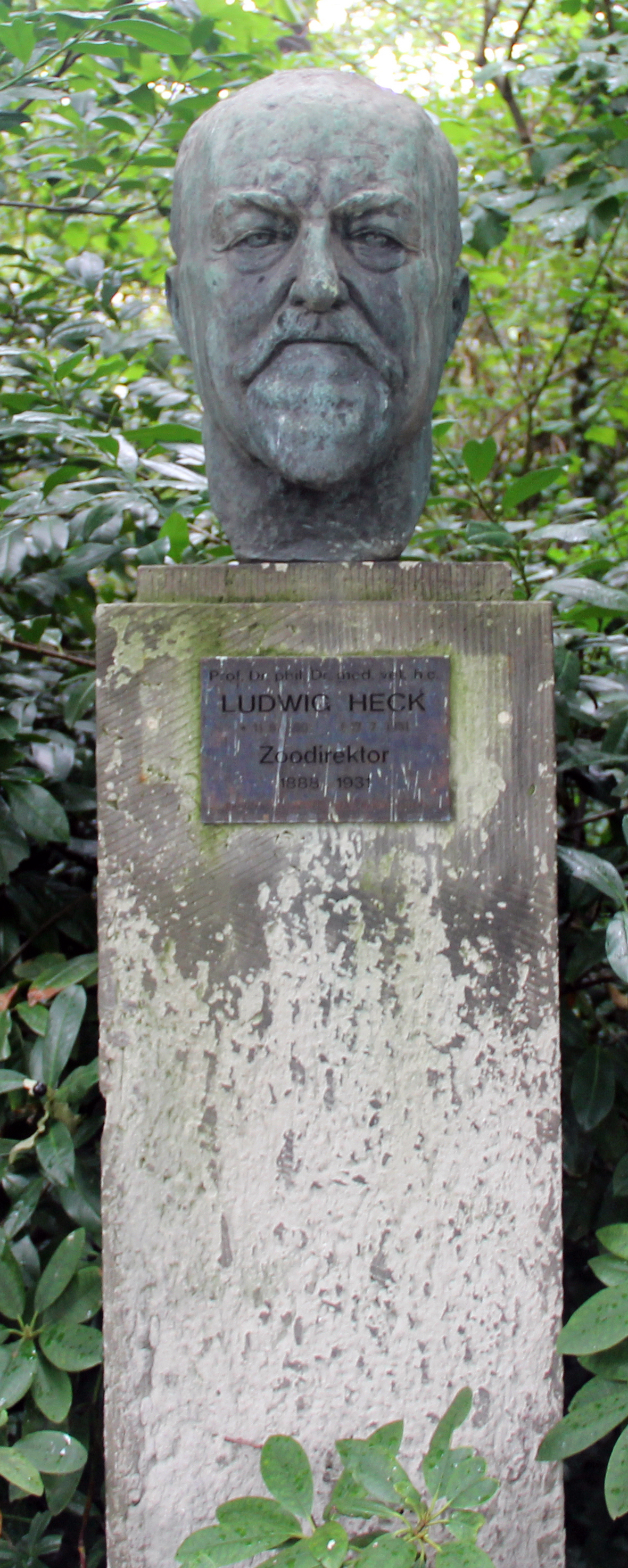
Бюст Людвига Хека. Тиргартен- Берлин

Людвиг Хек родился в семье учителя и выбрал научную карьеру. Он обучался в Страсбурге, Дармштадте, Гиссене, Берлине и Лейпциге. В 1885 году он защитил докторскую диссертацию в Лейпцигском университете, и на следующий год был назначен директором Кёльнского зоопарка. С 1 июня 1888 года по 31 декабря 1931 года Хек был директором Берлинского зоопарка. Под руководством Хека разнообразие видов, содержащихся в Берлинском зоопарке, существенно выросло, что позволило ему сравняться с Лондонским зоопарком. Большое внимание уделил наращиванию фонда животных и созданию более привычной для них среды обитания. Для этого появились новые вольеры, прекрасно вписавшиеся в первоначальную экзотику. При нём была создана великолепная оранжерея, позже превратившаяся в большой, в три этажа, Аквариум, где и поныне обитают морские и пресноводные рыбы, рептилии и бегемот.
С 1895 года Хек был членом Леопольдины. Как зоолог он принимал участие в изучении идей расовой доктрины и социального дарвинизма, участвовал в исследовательском проекте «Лес и дерево в арийско-германской интеллектуальной и культурной истории», начатом при покровительстве Германа Геринга и Генриха Гиммлера. В честь 80-летия учёного в 1940 году Адольф Гитлер лично вручил ему высшую награду в области культуры — медаль «Гёте» за искусство и науку. После Второй мировой войны Хек поселился в Баден-Бадене. Спустя 6 лет он умер. Его сыновья Лутц и Хайнц пошли по стопам отца и стали руководителями зоопарков в Мюнхене и Берлине.

## Избранные труды
Автор автобиографии «Веселая-серьёзная исповедь жизни».
- Neubearbeitung der vier Säugetierbände der 4. Auflage von Brehms Tierleben(в соавт.)
- Hausschatz des Wissens. 1894 и 1897
- Lebende Bilder aus dem Reich der Tiere. Augenblicksaufnahmen nach dem lebenden Tierbestande des Berliner Zoologischen Gartens. 1899.
- Schimpanse Bobby und meine anderen Freunde. 1931.
- Heiter-ernste Lebensbeichte. Erinnerungen eines alten Tiergärtners. 1938.